# Pascale Ogier

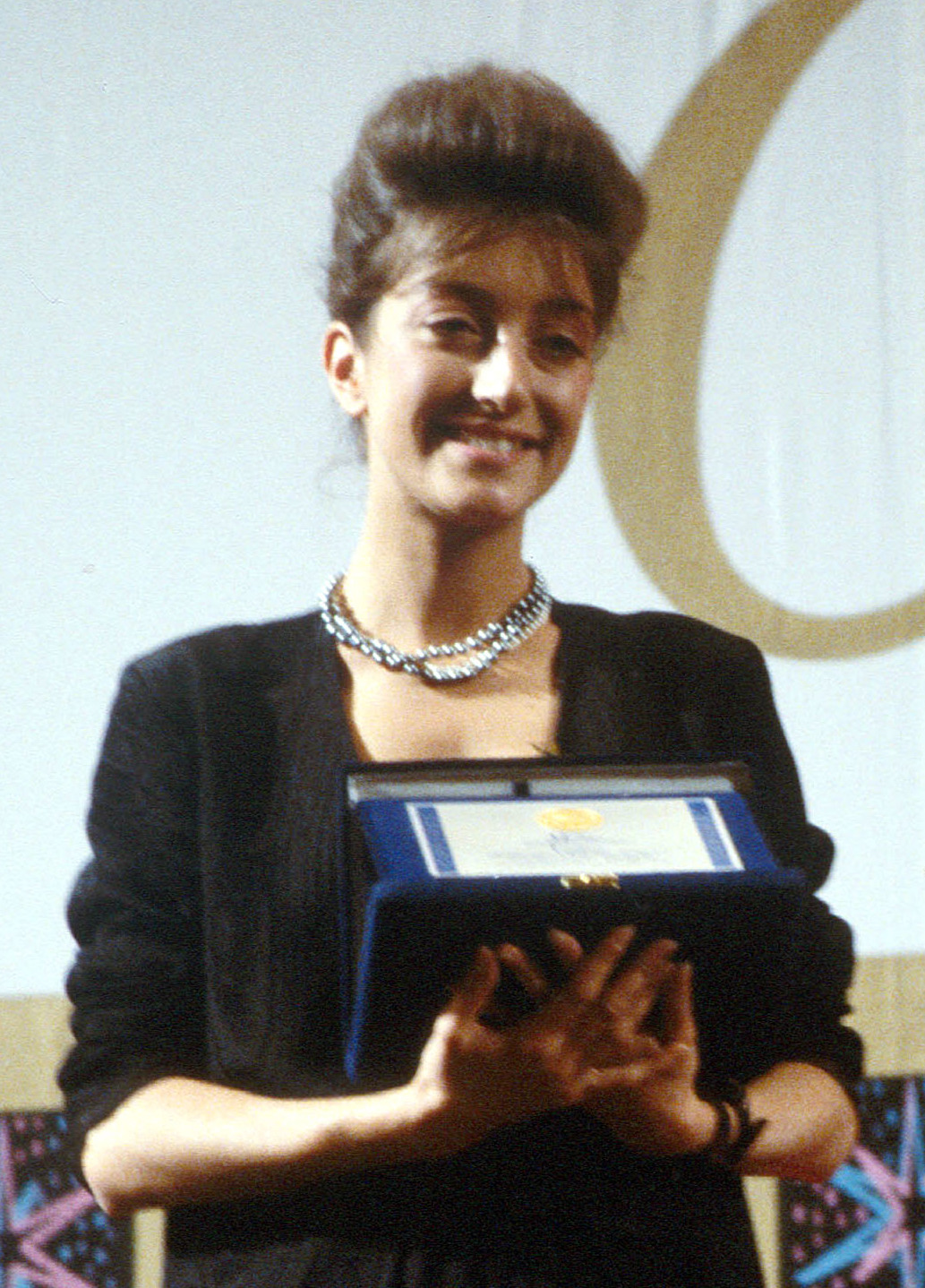
Ogier mit ihrer Auszeichnung für Vollmondnächte bei den Internationalen Filmfestspielen von Venedig 1984

Pascale Ogier (* 26. Oktober 1958 in Paris; † 25. Oktober 1984 ebenda) war eine französische Schauspielerin.

## Leben

### Schauspieldebüt
Pascale Ogier wurde 1958 in Paris als Tochter der bekannten französischen Schauspielerin Bulle Ogier geboren. Sie begann ein Studium in den Fächern französische Literatur und Film, brach dieses jedoch ab, um gegen den Willen ihrer Mutter ins Schauspielfach zu wechseln. 1978 feierte Ogier ihr Schauspieldebüt mit einer Nebenrolle in Jean-Claude Brisseaus Fernsehfilm Das Leben wie es ist. Im selben Jahr entdeckte sie der renommierte Autorenfilmer Éric Rohmer, der Ogier mit einer Nebenrolle in seinem Film Perceval le Gallois bedachte. In dem preisgekrönten Drama, das sich Chrétien de Troyes’ Versroman Perceval zur Vorlage nahm, waren Fabrice Luchini und André Dussollier ihre Filmpartner. Rohmer setzte Pascale Ogier auch in seinem nächsten Projekt, der gleichnamigen Fernsehadaption von Heinrich von Kleists Fünfakter Käthchen von Heilbronn (1980) ein. Hier war die Französin in der Titelrolle einer illegitimen Kaisertochter zu sehen, deren Leben durch Intrigen in Gefahr gerät. Daraufhin folgte ein kleiner Auftritt in Mauro Bologninis romantischem Drama Kameliendame, in dem Isabelle Huppert und Bruno Ganz die Hauptrollen bekleideten.
Größere Bekanntheit erlangte Pascale Ogier im Jahr 1981, als sie an der Seite ihrer Mutter in Jacques Rivettes Kinoproduktion An der Nordbrücke agierte. In der Geschichte über zwei Frauen, die sich während eines Tages drei Mal in Paris begegnen, ist sie die ungestüme und fantasievolle Baptiste, die das Leben als Herrschaft des Schreckens versteht. Der Fantasyfilm, für den Ogier gemeinsam mit ihrer Mutter, Regisseur Rivette und Drehbuchautorin Suzanne Schiffman das Filmskript verfasst hatte, machte sie auch Kritikern außerhalb Frankreichs bekannt, die sie als bemerkenswert aussehende, junge Schauspielerin in Erinnerung behielten. Nach Pierre Novions Kurzfilm Il est trop tard pour rien mit Dominique Pinon gehörte Ogier 1983 zum Schauspielensemble von Jacques Monnets Komödie  Signes extérieurs de richesse. Die nächste Hauptrolle in einem Kinofilm sollte noch im selben Jahr unter der Regie des Briten Ken McMullen folgen. In McMullens Experimentalfilm Geistertanz, in dem der französische Philosoph Jacques Derrida einen Cameo-Auftritt absolvierte, gibt Ogier gemeinsam mit Leonie Mellinger zwei Frauen ein Gesicht, die zwischen London und Paris, Psychoanalyse und Traumdeutung hin und her pendeln.

### Erfolg und früher Tod
Der Durchbruch als Schauspielerin folgte für Pascale Ogier jedoch erst 1984, nachdem sie in Jacques Richards Krimidrama Ave Maria an der Seite von Anna Karina gespielt hatte. Éric Rohmer setzte sie im vierten Teil seines Zyklus Komödien und Sprichwörter ein, Vollmondnächte, bei dem er sich von dem selbst erfundenen Sprichwort „Wer zwei Frauen hat, verliert seine Seele. Wer zwei Häuser hat, verliert den Verstand“ inspirieren ließ. In dem Drama mimt Ogier die junge Designerin Louise, die hin- und hergerissen ist zwischen der spießbürgerlichen Beziehung mit ihrem Lebensgefährten Rémi (gespielt von Tchéky Karyo), mit dem sie in einem Pariser Vorort weilt, und dem Nachtleben in der Seine-Metropole, dem sie sich mit dem Schriftsteller Octave (Fabrice Luchini) hingibt. Auf der Suche nach dem eigenen kleinen menschlichen Glück mietet sich Louise eine Wohnung in Paris, doch das Festhalten an der eigenen Jugendlichkeit lässt sie erst ihren Freund und dann sich selbst verlieren. Der leichtfüßigen Auseinandersetzung um die Liebe und ihre vielfältige Beurteilbarkeit war Erfolg bei Kritikern beschieden und Pascale Ogier wurde als vollkommene Frauenfigur Rohmers gefeiert. Von diesem Ruhm konnte die Schauspielerin, die bei Vollmondnächte auch an Kostümen und Szenenbild mitgewirkt hatte, nur kurz zehren. Fast sieben Wochen nach dem Gewinn des Darstellerpreises auf den Filmfestspielen von Venedig starb Pascale Ogier in der Nacht vor ihrem 26. Geburtstag im Hause eines Freundes. Der Obduktionsbericht gab einen Herzinfarkt als Todesursache an.
Die Anteilnahme an dem plötzlichen Tod der Schauspielerin mit dem melancholischen, reifen Gesicht und dem spitzbübischen Auftreten war in Frankreich groß. Der Journalist und Schriftsteller Alain Pacadis (1949–1986) verglich Pascale Ogier mit der Aktrice Anouk Aimée (Ein Mann und eine Frau), während der populäre Sänger Renaud ihr das Lied P’tite conne auf seinem 1985 erschienenen Album Mistral gagnant widmete. Die Schriftstellerin Marguerite Duras würdigte sie in einem Artikel der französischen Tageszeitung Libération mit den Worten „Pascale lebt nach wie vor“. Ein paar Monate später wurde Ogier, die auf dem Cimetière du Père-Lachaise ihre letzte Ruhe fand, für ihre Leistung in Vollmondnächte posthum für den César als beste Hauptdarstellerin nominiert.

## Filmografie
- 1978: Das Leben wie es ist (La Vie comme ça, TV)
- 1978: Perceval le Gallois
- 1980: Käthchen von Heilbronn (Catherine de Heilbronn, TV)
- 1981: Die Kameliendame (La Dame aux camélias)
- 1982: An der Nordbrücke (Le Pont du Nord)
- 1982: Il est trop tard pour rien (Kurzfilm)
- 1983: Signes extérieurs de richesse
- 1983: Geistertanz (Ghost Dance)
- 1984: Ave Maria
- 1984: Vollmondnächte (Les Nuits de la pleine lune)
- 1985: Rosette vend des roses (Kurzfilm)

## Auszeichnungen
- Internationale Filmfestspiele von Venedig 1984: Beste Darstellerin für Vollmondnächte
- César 1985: nominiert als Beste Hauptdarstellerin für Vollmondnächte